# Peillonnex
Peillonnex ist eine französische Gemeinde im Département Haute-Savoie in der Region Auvergne-Rhône-Alpes.

## Geographie
Peillonnex liegt auf 690 m, etwa 20 Kilometer ostsüdöstlich der Stadt Genf (Luftlinie). Das Dorf erstreckt sich im Faucigny, an einem sanft nach Nordosten geneigten Hang mit Blick auf das Talbecken der Landschaft Sallaz, westlich des Môle in den Savoyer Alpen.
Die Fläche des 6,40 km² großen Gemeindegebiets umfasst einen Abschnitt des Faucigny. Die nördliche Gemeindegrenze verläuft entlang dem Foron, einem linken Seitenbach der Menoge, und in der breiten Talniederung des Sallaz. Ganz im Norden gehört auch ein Teil des Waldgebietes Bois de Chaubon zu Peillonnex. Vom Talbecken erstreckt sich das Gemeindeareal südwärts bis auf den breiten Höhenrücken von Peillonnex, auf dem mit 753 m die höchste Erhebung der Gemeinde erreicht wird.
Zu Peillonnex gehören verschiedene Weilersiedlungen, darunter Les Moulins (610 m), Senoche (595 m) und Chez Tinjoux (625 m), alle im Talbecken des Sallaz gelegen. Nachbargemeinden von Peillonnex sind Viuz-en-Sallaz und Ville-en-Sallaz im Norden, La Tour im Osten, Saint-Jean-de-Tholome und Faucigny im Süden sowie Contamine-sur-Arve und Marcellaz im Westen.

## Geschichte
Das Gemeindegebiet von Peillonnex war schon in vorgeschichtlicher Zeit und während der Römerzeit besiedelt. Im 12. Jahrhundert wurde das Priorat gegründet, das bis 1792 Bestand hatte. Im Rahmen des Eroberungszuges der Berner in Savoyen wurde der Ort 1536 verwüstet.

## Sehenswürdigkeiten
Eine bedeutende Sehenswürdigkeit stellt die ehemalige Prioratskirche Notre Dame de l’Assomption dar, die im 12. Jahrhundert im spätromanischen Stil erbaut wurde. Die Kirche mit reicher Innenausstattung besitzt einen barocken Chor; das Chorgestühl datiert aus dem 15. Jahrhundert. Die Konventsgebäude stammen im Wesentlichen aus dem 17. Jahrhundert. In Senoche befindet sich eine Kapelle. Von den profanen Bauwerken ist das Château Vuarchex aus dem 16. Jahrhundert zu erwähnen.

## Bevölkerung
| Jahr                       | 1962 | 1968 | 1975 | 1982 | 1990 | 1999 | 2004 |
| Einwohner                  | 311  | 412  | 508  | 657  | 924  | 1059 | 1176 |
| Quellen: Cassini und INSEE |      |      |      |      |      |      |      |

Mit 1363 Einwohnern (Stand 1. Januar 2022) gehört Peillonnex zu den kleineren Gemeinden des Département Haute-Savoie. Seit Beginn der 1960er Jahre wurde dank der schönen Wohnlage ein kontinuierliches starkes Bevölkerungswachstum verzeichnet. Außerhalb des alten Dorfkerns entstanden zahlreiche Einfamilienhäuser.

## Wirtschaft und Infrastruktur
Peillonnex war bis weit ins 20. Jahrhundert hinein ein vorwiegend durch die Landwirtschaft geprägtes Dorf. Heute gibt es verschiedene Betriebe des lokalen Kleingewerbes. Zahlreiche Erwerbstätige sind Wegpendler, die in den größeren Ortschaften der Umgebung, vor allem im Raum Genf-Annemasse, ihrer Arbeit nachgehen.
Die Ortschaft liegt abseits der größeren Durchgangsstraßen, ist aber trotzdem gut erschlossen. Der nächste Anschluss an die Autobahn A40 befindet sich in einer Entfernung von rund sieben km. Straßenverbindungen bestehen mit Bonneville, Viuz-en-Sallaz und den weiteren Nachbargemeinden.